# 对流层系列火箭
对流层号（法語：Troposphère）是剛果（金）的一家名为“全方位发展”（法語：Développement Tous Azimuts, DTA）的私营企业自2007年起研发的一型火箭系列。此项目由DTA公司的负责人让·巴提斯·凯卡·奥亨巴·奥克塞（法語：Jean-Patrice Keka Ohemba Okese）管理负责，后者曾毕业于刚果（金）的一所名为“高等应用技术研究所”的公立大学。作为刚果（金）的首个火箭开发项目和撒哈拉以南非洲仅有的几个火箭计划之一，该项目的初期目标主要是研制并发射高度在36千米以下的试验性火箭。对流层号火箭的发射场位于刚果（金）首都金沙萨以东约120公里处的门考地区，由DTA公司所有。
该项目计划最初仅由DTA公司资助，但政府在对流层2号以及4号火箭发射成功之后亦提供了经济支持。

## 火箭列表

### 对流层1号
对流层1号原计划是该系列的首次发射。该火箭是一枚探空火箭，其直径约为5（2.0英寸），质量为15.465（34.09英磅）。曾定于2007年4月进行，后来由于技术问题被取消。

### 对流层2号
该系列首枚试飞成功的火箭“对流层2号”（重30.94（68.2英磅），直径19（7.5英寸））于2007年完成发射，飞行高度达到了1500米。

### 对流层3号
对流层3号火箭于2007年10月12日从2号发射台点火升空，但发射以失败告终。

### 对流层4号
对流层4号是对流层系列火箭中第二枚成功发射的试验火箭，由让-帕特里斯·凯卡（Jean-Patrice Keka）负责经营管理。
该火箭海平面推力为1吨，于2008年7月10日下午5点40分从位于金沙萨以东120（75英里）的门考发射场起飞，47秒后火箭达到15（49,000英尺）的最高点，速度约为2.7马赫。
刚果高等教育、大学和科学研究部部长伦纳德·马苏嘎·卢嘎米卡（Leonard Masuga Rugamika）全程见证了对流层4号火箭的发射过程。发射成功之后，刚果政府决定参与火箭的研发项目。

### 对流层5号
对流层5号是一型两级的固体燃料推进火箭，其推力约为70千牛頓（7.1公噸力）。它是该计划中的第三枚火箭，于2009年3月29日发射。
对流层5号上运载了一只名为卡维拉（Kavira）的老鼠，该火箭的设计最高点为36千米，最高速度为3马赫。火箭在门考发射场发射，最终因偏离航线而以失败告终。这枚火箭的成本估计约为50,000美元。尽管对流层5号配备了逃生槽，但卡维拉未被发现，并被最终宣告死亡。DTA公司负责人凯卡表示，该实验为DTA未来的测试提供了宝贵的数据。

### 对流层6号
对流层6号是DTA公司目前正在研发的下一款火箭，由三级固体火箭组成。凯卡宣称该火箭的高度可达200千米。对流层 6 号计划于2016年底发射。同时，围绕运载火箭研发展开的一项众筹活动已被设立以筹集资金使刚果真正意义上的太空火箭于2019年秋季至2020年春季之间的某个时间点发射。其最终目标是将一颗名为“Njiwas”的卫星送入太空，以在海拔200千米左右的高度拍摄下地球的照片。